# 구해근
구해근(具海根, 영어: Hagen Koo, 1941년 ~ )은 대한민국의 사회학자이다. 하와이 대학교 마노아 캠퍼스 사회학과에서 교수로 활동하였으며, 2017년 은퇴하고 현재 하와이 대학교 명예교수로 있다. 저서로 《한국 노동계급의 형성》(Korean Workers: The Culture and Politics of Class Formation, 2003), 《특권 중산층》 (Privilege and Anxiety: The Korean Middle Class in the Global Era, 2022)이 있다.
1966년 서울대학교 사회학과를 졸업하고 중앙일보 사회부에서 기자로 근무하다가 브리티시컬럼비아 대학교에서 석사과정을 수료하였으며, 노스웨스턴 대학교에서 석사학위와 박사학위를 받았다.